# Grote Scheldeprijs 1978
Il Grote Scheldeprijs 1978, sessantaquattresima edizione della corsa, si svolse il 1º agosto per un percorso di 246 km, con partenza ed arrivo a Schoten. Fu vinto dal tedesco occidentale Dietrich Thurau della squadra Ijsboerke-Gios davanti agli olandesi Martin Havik e Aad van den Hoek.

## Ordine d'arrivo (Top 10)
| Pos. | Corridore              | Squadra                    | Tempo    |
| ---- | ---------------------- | -------------------------- | -------- |
| 1    | Dietrich Thurau        | Ijsboerke-Gios             | 5h45'00" |
| 2    | Martin Havik           | Marc Zeepcentrale- Superia | a 1'25"  |
| 3    | Aad van den Hoek       | Ti-Raleigh-Mc Gregor       | s.t.     |
| 4    | René Martens           | C&A                        | a 1'55"  |
| 5    | Danny Ameloot          | Safir-Beyers-Ludo          | a 2'10"  |
| 6    | Alain De Roo           | Flandria-Velda-Lano        | a 9'10"  |
| 7    | Gustaaf Van Roosbroeck | Ijsboerke-Gios             | a 11'00" |
| 8    | Ferdi Van den Haute    | Marc Zeepcentrale- Superia | s.t.     |
| 9    | Eric Van de Wiele      | Ijsboerke-Gios             | s.t.     |
| 10   | Ronny Bossant          | Sanson-Columbus            | s.t.     |